# Morro do Moco
Morro do Moco är ett 2 620 meter högt berg i provinsen Huambo i Angola och landets högsta berg. 
På bergets branta sluttningar finns landets största och viktigaste bestånd av afromontane. Trots tidigare försök är beståndet helt oskyddat och starkt hotat av anlagda skogsbränder. 

## Djurliv
Morro do Mocco anses vara Angolas viktigaste plats för fågelskydd, här finns bland annat hälften av världens bestånd av angolasporrhöna. 
Förutom fåglar är djurlivet fattigt, men det finns gott om grodor, kräldjur, fjärilar, trollsländor och andra insekter. Antalet däggdjur är litet, den enda art som kan ses regelbundet är klipphyrax. 

## Växtliv
Det finns ett fåtal växter på berget, det finns dock flera sällsynta blommor, bland annat flera arter av proteasläktet. 